# Liste der Stolpersteine in Berlin-Hermsdorf
Die Liste der Stolpersteine in Berlin-Hermsdorf enthält die Stolpersteine im Berliner Ortsteil Hermsdorf im Bezirk Reinickendorf, die an das Schicksal der Menschen erinnern, die im Nationalsozialismus ermordet, deportiert, vertrieben oder in den Suizid getrieben wurden. Die Spalten der Tabelle sind selbsterklärend. Die Tabelle erfasst insgesamt 29 Stolpersteine und ist teilweise sortierbar; die Grundsortierung erfolgt alphabetisch nach dem Familiennamen.
| Bild | Name                  | Standort                                       | Verlegedatum  | Leben |                     |
| ---- | --------------------- | ---------------------------------------------- | ------------- | --- | ------------------- |
|      | Ida Arndt             | Falkentaler Steig 16                           | 7. Juni 2005  | Ida Arndt wurde am 6. Mai 1883 in Berlin als Ida Heinrichs geboren. Sie leitete das Waisenhaus des Frauenvereins von 1833 zum Besten israelitischer Waisenmädchen nach dem Umzug in die Albrechtstraße 10, heute Falkentaler Steig 16. 1927 heiratete sie den Lehrer Isidor Arndt. Mit der Umbenennung der Einrichtung in Jüdisches Kinder- und Jugendheim Hermsdorf 1930/31 übergab das Ehepaar Arndt die Leitung an Recha Loevy. Am 5. November 1942 wurde Ida Arndt zusammen mit ihrem Ehemann Isidor aus der Jagowstraße 2 in Moabit nach Theresienstadt deportiert. Ida Arndt wurde am 23. Januar 1943 weiter nach Auschwitz verschleppt, wo sie als verschollen gilt. | 52.620833 13.3025   |
|      | Isidor Arndt          | Falkentaler Steig 16                           | 7. Juni 2005  | Isidor Arndt wurde am 4. Oktober 1869 in Schloppe geboren. 1927 heiratete er Ida Heinrich, die zu diesem Zeitpunkt das Waisenhaus des Frauenvereins von 1833 zum Besten israelitischer Waisenmädchen in Hermsdorf leitete. Er selbst war bis zu diesem Zeitpunkt Lehrer an der Mädchenmittelschule der Jüdischen Gemeinde zu Berlin in Mitte und war nun nebenberuflich in der Verwaltung des Waisenhauses tätig, bis das Ehepaar Arndt die Leitung in den Jahren 1930/31 an Recha Loevy übergaben. Am 5. November 1942 wurde Isidor Arndt zusammen mit seiner Ehefrau Ida aus der Jagowstraße 2 in Moabit deportiert. Er starb am 13. Dezember 1942 im Ghetto Theresienstadt. | 52.620834 13.3025   |
|      | Regina Bonis          | Bornepfad 4–6                                  | 12. Sep. 2008 | Regina Bonis wurde am 23. April 1882 in Cabaj als Regina Stern geboren. Die staatenlose Witwe bewohnte eine kleine Kammer im Haushalt von Hans Heinrich Meyer und führte vermutlich seinen Haushalt. Sie musste zuletzt in der Firma Weber und Co. in Treptow Zwangsarbeit leisten, bevor sie am 27. Februar 1943 im Rahmen der Fabrikaktion verhaftet und in das Sammellager in der Großen Hamburger Straße gebracht wurde. Von dort aus wurde sie am 1. März 1943 mit dem 31. Osttransport nach Auschwitz deportiert, wo sie als verschollen gilt. | 52.614444 13.318056 |
|      | Adolf Broh            | Falkentaler Steig 16                           | 12. Dez. 2007 | Adolf Broh wurde am 14. August 1872 in Schrimm geboren. Um 1900 erwarb er zusammen mit seinem älteren Bruder Ephraim das Gut Kussenow in der Provinz Pommern. Adolf Broh heiratet Regina Noah aus dem Kreis Schrimm, ihre Schwester Regina heiratete Adolfs Bruder Ephraim. Am 28. Februar 1908 wurde der Sohn Regina und Adolf, Heinz Broh, geboren. Am 1. Mai 1909 folgte die Tochter Ruth. Beide Kinder besuchten zunächst die Dorfschule in Kussenow, zum Besuch einer weiterführenden Schule wurden sie nach Berlin geschickt, wo sie bei ihrer kinderlosen Tante Selma Latte wohnten. Ruth Broh heiratete 1932 Max Jany, einen Großhändler für landwirtschaftliche Produkte, und lebte mit ihm in der Kissingenstraße 45 in Pankow. Heinz Broh blieb auf Gut Kussenow und heiratete 1935 Ruth Neumann. Die Geschäfte der Brüder Broh litten ab 1933 unter den antisemitischen Pogromen: Zunächst ging ihr Umsatz stark zurück, später sabotierten die angestellten Landarbeiter den Betrieb, bis 1937 der Betrieb komplett boykottiert wurde. Daraufhin flohen Adolf und Ephraim Broh zusammen mit ihren Familien nach Berlin, wo sie eine möblierte 6-Zimmer-Wohnung im heutigen Falkentaler Steig 16 bezogen. Statt eines Kinderheims befand sich hier im Erdgeschoss mittlerweile eine kleine Synagoge der Jüdischen Gemeinde. Die Kinder von Adolf und Regina Broh flohen 1939 nach Chile bzw. Palästina. Adolf Broh wurde am 14. September 1942 zusammen mit seiner Ehefrau mit dem 2. großen Alterstransport nach Theresienstadt deportiert, am 16. Mai 1944 wurden beide weiter nach Auschwitz verschleppt, wo sie als verschollen gelten. | 52.620835 13.3025   |
|      | Ephraim Broh          | Falkentaler Steig 16                           | 12. Dez. 2007 | Ephraim Broh wurde am 20. August 1866 in Schrimm geboren. Um 1900 erwarb er zusammen mit seinem jüngeren Bruder Adolf das Gut Kussenow in der Provinz Pommern. Auf ungefähr 131 Hektar betrieben die beiden Brüder dort Land- und Viehwirtschaft. Ephraim Broh heiratete Rosa Noah, sein Bruder Adolf heiratete Rosas Schwester Regina. Die Geschäfte der Brüder Broh litten ab 1933 unter den antisemitischen Pogromen: Zunächst ging ihr Umsatz stark zurück, später sabotierten die angestellten Landarbeiter den Betrieb, bis 1937 der Betrieb komplett boykottiert wurde. Daraufhin flohen Adolf und Ephraim Broh zusammen mit ihren Familien nach Berlin, wo sie eine möblierte 6-Zimmer-Wohnung im heutigen Falkentaler Steig 16 bezogen. Statt eines Kinderheims befand sich hier im Erdgeschoss mittlerweile eine kleine Synagoge der Jüdischen Gemeinde. Ephraim Broh wurde am 14. September 1942 zusammen mit seiner Ehefrau mit dem 2. großen Alterstransport nach Theresienstadt deportiert, am 16. Mai 1944 wurden beide weiter nach Auschwitz verschleppt, wo sie als verschollen gelten. | 52.620836 13.3025   |
|      | Regina Broh           | Falkentaler Steig 16                           | 12. Dez. 2007 | Regina Broh wurde am 9. Dezember 1877 in Moschin als Regina Noah geboren. Ihre Eltern waren Natan und Flora Noah. Sie heiratete Adolf Broh, mit dem sie einen Sohn und eine Tochter hatte. Ihre Schwester Ruth heiratete Ephraim Broh, Adolfs Bruder. Nachdem der Landwirtschaftsbetrieb, den ihr Ehemann und ihr Schwager zusammen betrieben, boykottiert wurde, flohen die beiden Familien nach Berlin, wo sie eine möblierte 6-Zimmer-Wohnung im heutigen Falkentaler Steig 16 bezogen. Regina Broh wurde am 14. September 1942 zusammen mit ihrem Ehemann mit dem 2. großen Alterstransport nach Theresienstadt deportiert, am 16. Mai 1944 wurden beide weiter nach Auschwitz verschleppt, wo sie als verschollen gelten. | 52.620832 13.3025   |
|      | Rosa Broh             | Falkentaler Steig 16                           | 12. Dez. 2007 | Rosa Broh wurde am 12. März 1868 in Moschin als Rosa Noah geboren. Ihre Eltern waren Natan und Flora Noah. Sie heiratete Ephraim Broh, ihre Schwester Regina heiratete Ephraims Bruder Adolph. Die Ehe von Ephraim und Rosa Broh blieb kinderlos. Nachdem der Landwirtschaftsbetrieb, den ihr Ehemann und ihr Schwager zusammen betrieben, boykottiert wurde, flohen die beiden Familien nach Berlin, wo sie eine möblierte 6-Zimmer-Wohnung im heutigen Falkentaler Steig 16 bezogen. Rosa Broh wurde am 14. September 1942 zusammen mit ihrem Ehemann mit dem 2. großen Alterstransport nach Theresienstadt deportiert, am 16. Mai 1944 wurden beide weiter nach Auschwitz verschleppt, wo sie als verschollen gelten. | 52.620831 13.3025   |
|      | Dan Bukofzer          | Bornepfad 4–6                                  | 12. Sep. 2008 | Dan Bukofzer wurde am 29. Januar 1939 vermutlich in Berlin-Moabit geboren. Er war das zweite Kind von Max und Gerda, geborene Wolff. Ein Jahr nach seiner Geburt zog die Familie nach Hermsdorf, wo sie ein einzelnes Zimmer zur Untermiete bewohnte. Am 1. März 1943 wurde Dan zusammen mit seiner Schwester Ruth und seiner Mutter verhaftet und in eine Sammelstelle gebracht, von wo aus sie am 4. März 1943 mit dem 34. Osttransport nach Auschwitz deportiert wurden. Über Dan Bukofzer gibt es in Auschwitz keine weiteren Unterlagen, woraus sich schließen lässt, das der Vierjährige direkt nach seiner Ankunft dort ermordet wurde. | 52.614443 13.318056 |
|      | Gerda Bukofzer        | Bornepfad 4–6                                  | 12. Sep. 2008 | Gerda Bukofzer wurde am 22. März 1912 in Putzig als Tochter von Walter und Hedwig Wolff geboren. Sie arbeitete zusammen mit ihrem Ehemann Max im Geschäft ihrer Schwiegereltern in Preußisch Eylau. Am 6. August 1935 wurde ihre Tochter Ruth in Königsberg geboren. Als Max’ Vater gezwungen worden war, das Geschäft zu verkaufen, zogen Gerda und Max mit ihrer Tochter nach Berlin, zunächst in die Rathenower Straße 42 in Moabit. Hier wurde am 29. Januar 1939 ihr Sohn Dan geboren. Zum Januar 1940 zog die Familie nach Hermsdorf zur Untermiete bei Hans Heinrich Meyer. Nachdem Max Bukofzer Ende Februar 1943 verhaftet worden war, wurde Gerda Bukofzer mit ihren Kindern vermutlich am 1. März 1943 verhaftet und schließlich am 3. März 1943 mit dem 34. Osttransport nach Auschwitz deportiert, wo sie als verschollen gilt. | 52.614442 13.318056 |
|      | Max Bukofzer          | Bornepfad 4–6                                  | 12. Sep. 2008 | Max Bukofzer wurde am 13. Oktober 1902 in Domnau geboren. Seine Eltern waren Moritz und Marie, geborene Meyerowitz. Max war das dritte von insgesamt neun Kindern. Nach seiner Ausbildung zum Kaufmann arbeitete er ebenso wie seine Frau Gerda im Bekleidungsgeschäft seiner Eltern, das sich in Preußisch Eylau befand. Am 6. August 1935 wurde in Königsberg ihre gemeinsame Tochter Ruth geboren. Der Vater von Max war 1938 gezwungen worden, sein Geschäft zu verkaufen, woraufhin Max Bukofzer mit seiner Familie nach Berlin zog. Sie wohnten 1939 in der Rathenower Straße 42 in Moabit, wo am 29. Januar 1939 der Sohn Dan geboren wurde. Zum Januar 1940 zog die Familie nach Hermsdorf zu Hans Heinrich Meyer, in dessen Wohnung sie ein Zimmer bewohnte. Die Familie plante, nach Kuba zu fliehen, was aber durch den Beginn des Zweiten Weltkriegs verhindert wurde. Max Bukofzer musste Zwangsarbeit leisten, zuletzt bei der Charlottenburger Motoren KG in der Potsdamer Straße 98 in Schöneberg. Im Rahmen der Fabrikaktion wurde er am 27. Februar 1943 verhaftet und am 1. März 1943 mit dem 31. Osttransport nach Auschwitz deportiert. In Auschwitz erhielt er die Häftlingsnummer 104606. Für den 25. März 1943 ist er im Häftlingskrankenhausbuch des Lagers Monowitz verzeichnet, am 1. Juni 1943 ist im Leichenhallenbuch sein Tod vermerkt. | 52.614445 13.318056 |
|      | Ruth Bukofzer         | Bornepfad 4–6                                  | 12. Sep. 2008 | Ruth Bukofzer wurde am 6. August 1935 in Königsberg als erstes Kind von Max und Gerda geboren. Ihre Eltern lebten zu diesem Zeitpunkt in der Kirchenstraße 2 in Preußisch Eylau. Als die Familie ihres Vaters 1938 dazu gezwungen worden war, ihr Geschäft zu verkaufen, zog die Familie nach Berlin, zunächst nach Moabit, 1940 schließlich nach Hermsdorf. Am 1. März 1943 wurde Ruth zusammen mit ihrem Bruder Dan und ihrer Mutter verhaftet und in eine Sammelstelle gebracht, von wo aus sie am 4. März 1943 mit dem 34. Osttransport nach Auschwitz deportiert wurden. Über Ruth Bukofzer gibt es in Auschwitz keine weiteren Unterlagen, woraus sich schließen lässt, das die Siebenjährige direkt nach ihrer Ankunft dort ermordet wurde. | 52.614446 13.318056 |
|      | Harry Gabriel         | Falkentaler Steig 16                           | 27. März 2010 | Harry Gabriel, geb. am 6. Dezember 1927 in Berlin, wuchs in einem Kinderheim in der Rosenthaler Straße 26 in Berlin-Wittenau auf. Später lebte er bei seinem Pflegevater Willy Redlich, der in der Hermsdorfer Synagoge des Jüdischen Religionsvereins für die nördlichen Vororte (heute Falkentaler Steig 16) als Hausmeister tätig war. Der Name des 14-jährigen Harry Gabriel-Redlich findet sich auf der Deportationsliste. des 20. Osttransports vom 26. September 1942 nach Raasiku. Er überlebte, ist am 19. November 1942 in der Schweiz angekommen und war im Jahr 1946 in einem DP-Lager in Italien Harry Gabriel starb 2002 in Beʾer Scheva Der Stein wurde ursprünglich am 27. März 2010 verlegt (Foto des ersten Steins); am 16. August 2023 wurde er durch einen berichtigten Stein ersetzt. | 52.62083 13.3025    |
|      | Elise Hartmann        | Olafstraße 8–10                                | 7. Juni 2005  | * 15. Dezember 1881; † 25. Februar 1944 in der Heil- und Pflegeanstalt Obrawalde | 52.618889 13.311389 |
|      | Hertha Hennig-Nissuhr | Olafstraße 8–10                                | 4. Mai 2004   | Hertha Hennig-Nissuhr wurde am 3. Mai 1901 geboren. Ihre Patientenunterlagen aus den Wittenauer Heilstätten sind nicht mehr auffindbar, daher sind nur die Angaben aus den Aufnahmebüchern der Wittenauer Heilstätten und den Sterbebüchern der Heil- und Pflegeanstalt Obrawalde verfügbar. Sie wurde am 29. Mai 1944 in der Heil- und Pflegeanstalt Obrawalde ermordet. | 52.61889 13.311389  |
|      | Edith Kassel          | Wachsmuthstraße 9 (ehem. Bahnhofstraße 5)      | 5. Juli 2008  | Edith Kassel wurde am 9. Mai 1937 in Berlin-Moabit geboren. Ihre Mutter Ilse Kassel war zu dieser Zeit in Untersuchungshaft in der Justizvollzugsanstalt Moabit. Ihre Patin war Edith Jacobson, eine Freundin der Mutter. Bis zur Entlassung von Ilse Kassel wuchs Edith bei ihrer Tante Hilde auf, die mit ihrem Ehemann Kurt Schneemilch am Hermsdorfer Damm 184 wohnte. Im September 1942 flohen Ilse und Edith Kassel aus Berlin, sie kamen in Alt Gurkowschbruch bei Tony Grossmann, einer ehemaligen Patientin von Ilse Kassel, unter. Ihr Versteck wurde allerdings verraten und die Gestapo erschien auf dem Bauernhof. Ilse Kassel entschied sich zum gemeinsamen Suizid mit ihrer Tochter: Ilse Kassel ertrank in der Netze, Edith wurde jedoch gerettet und kam zunächst in ein Krankenhaus in Driesen. Sie kehrte für kurze Zeit noch einmal zurück zu ihrer Tante, wurde aber am 15. Oktober 1943 mit dem 97. Alterstransport nach Theresienstadt deportiert. Am 23. Oktober 1944 wurde sie weiter nach Auschwitz verschleppt, wo sie vermutlich direkt nach der Ankunft des Transports am 25. Oktober 1944 ermordet wurde. Die Familie ihrer Tante Hilde entging der Verfolgung der Nationalsozialisten, da ihr Ehemann als arisch galt. | 52.616667 13.312778 |
|      | Ilse Kassel           | Wachsmuthstraße 9 (ehem. Bahnhofstraße 5)      | 5. Juli 2008  | Ilse Kassel wurde am 9. Juni 1902 in Berlin-Wittenau geboren. Ihre Eltern waren der Sanitätsrat Woldemar Kassel und seine Ehefrau Hedwig, geborene Fürstenheim. Ilse Kassel hatte zwei Geschwister, Hilde und Bruno. Ihr Vater führte ab 1906 in der heutigen Wachsmuthstraße eine Arztpraxis. Ihr Abitur legt Ilse Kassel 1926 an der Tegeler Humboldt-Oberrealschule ab, danach studierte sie Medizin in Berlin und Freiburg. Ihre Facharztausbildung absolvierte sie wieder in Berlin, nach dem Tod ihres Vaters übernahm sie zum 31. August 1930 dessen Praxis. Bereits zum 1. Juli 1933 wurde ihr von den Behörden die kassenärztliche Zulassung entzogen, bevor sie von 1935 bis 1936 in der Justizvollzugsanstalt Moabit interniert wurde. Sie wurde zwar im Prozess freigesprochen und aus der Haft entlassen, aber bereits nach kurzer Zeit wieder verhaftet und wegen „Vorbereitung zum Hochverrat“ zu drei Jahren Zuchthaus verurteilt. In der Haft kam am 9. Mai 1937 ihre Tochter Edith zur Welt. Ilse Kassel stellte 1938 einen Ausreiseantrag nach Palästina. Dieser wurde zunächst genehmigt, aber aufgrund des Beginns des Zweiten Weltkriegs war die Ausreise nicht mehr möglich. Nach ihrer Entlassung aus der Haft arbeitete sie zunächst als Krankenschwester, bevor sie Zwangsarbeit in der Rüstungsindustrie leisten musste. Im September 1942 tauchte sie mit ihrer Tochter unter und wurde von einer ehemaligen Patientin, Tony Grossmann, auf einem Bauernhof in Alt-Gurkowschbruch versteckt. Als die Gestapo auf dem Bauernhof erschien, entschied sich Ilse Kassel für den gemeinsamen Suizid mit ihrer Tochter. Ilse Kassel ertrank dabei in der Netze, ihre Tochter wurde gerettet, aber in Auschwitz ermordet. Die Helferin Frau Grossmann wurde zu zweieinhalb Jahren in einem Konzentrationslager verurteilt, wurde aber nach kurzer Zeit bereits wieder entlassen. Sie wurde 1993 mit dem Bundesverdienstkreuz geehrt. | 52.616667 13.312777 |
|      | Hertha Klein          | Schloßstraße 1                                 | 17. Juli 2007 | geb. am 20. Juli 1894 in Böhmisch Leipa als Hertha Wiesen, deportiert am 15. August 1942 nach Riga, dort im September 1942 ermordet | 52.616667 13.314167 |
|      | Hugo Klein            | Schloßstraße 1                                 | 17. Juli 2007 | Hugo Klein, geb. am 10. März 1890 in Berlin, deportiert am 15. August 1942 nach Riga, dort im September 1942 ermordet | 52.616667 13.314166 |
|      | Käthe Köppen          | Olafstraße 8–10                                | 4. Mai 2004   | Käthe Köppen wurde am 14. Juni 1903 geboren. Ihre Patientenunterlagen aus den Wittenauer Heilstätten sind nicht mehr auffindbar, daher sind nur die Angaben aus den Aufnahmebüchern der Wittenauer Heilstätten und den Sterbebüchern der Heil- und Pflegeanstalt Obrawalde verfügbar. Sie wurde am 24. Januar 1944 in der Heil- und Pflegeanstalt Obrawalde ermordet. | 52.61888 13.311389  |
|      | Paul Latte            | Falkentaler Steig 16 (ehem. Albrechtstraße 10) | 7. Juni 2005  | geb. am 2. Oktober 1878 in Bromberg; gest. am 24. Januar 1943 in Theresienstadt, deportiert am 13. Januar 1943 | 52.620837 13.3025   |
|      | Selma Latte           | Falkentaler Steig 16 (ehem. Albrechtstraße 10) | 7. Juni 2005  | geb. am 21. Juni 1878 in Moschin als Selma Noah; gest. am 16. Juli 1943 in Theresienstadt, deportiert am 13. Januar 1943 | 52.620838 13.3025   |
|      | Hans-Heinrich Meyer   | Bornepfad 4–6                                  | 12. Sep. 2008 | Hans Heinrich Meyer wurde am 22. März 1897 in Berlin geboren. Seine Eltern waren der Magistratsrat Dr. Heinrich Meyer und seine Ehefrau Gertrud. Er wurde ebenso wie seine Schwester Gabriele evangelisch getauft. Er legte 1916 sein Notabitur ab und nahm anschließend als Soldat am Ersten Weltkrieg teil. Aufgrund einer Krankheit konnte er nicht mehr an den Kriegsfronten eingesetzt werden, so dass er bereits als Soldat ein Chemiestudium an der Kaiser-Wilhelm-Universität aufnahm. Er promovierte 1929. Drei Jahre später heiratete er Jolan Hagedorn, eine ungarische Medizinerin und zog mit ihr nach Hermsdorf. Bereits 1935 zog seine Frau jedoch wieder nach Budapest, 1939 wurde ihre Ehe geschieden. Hans Heinrich Meyer musste ab 1940 Zwangsarbeit bei der Firma Scherb und Schwer in Weißensee leisten. Im Rahmen der Fabrikaktion wurde er schon am 26. Februar 1943 verhaftet, bevor er am 1. März 1943 mit dem 31. Osttransport nach Auschwitz deportiert wurde. Dort finden sich keine weiteren Hinweise auf ihn; er wurde am 14. März 1953 gerichtlich für tot erklärt und der 31. Dezember 1945 als sein Todesdatum festgesetzt. | 52.614447 13.318056 |
|      | Frieda Rybski         | Glambecker Weg 27a                             | 4. Mai 2004   | Frieda Rybski wurde am 14. Juni 1904 in Bunzlau geboren. Ihr Vater war Schuster, sie hatte vier Brüder und eine Schwester. Frieda Rybski hatte die Volksschule nur bis zum Jahr vor dem Abschluss besucht, hatte dann Putzmacherin gelernt und war dann als Buchbinderin tätig, zuletzt arbeitete sie in verschiedenen Fabriken. Zur Arbeit in einer Borsigwalder Maschinenfabrik war sie verpflichtet worden. Sie blieb ledig und hatte keine Kinder. Bis zu ihrer Einweisung lebte sie zusammen mit ihren Eltern und ihrer älteren Schwester in einer Zwei-Zimmer-Wohnung im Glambeckerweg 27. Ihre Krankheitsgeschichte wies bei einer Untersuchung am 28. April 1943 im Krankenhaus Herzberge bereits einen Ohnmachtsanfall in ihrer Jugend, eine Fehlgeburt mit 24 Jahren, sowie in den Jahren seit 1941 weitere Ohnmachtsanfälle zu Hause, in der Bahn und in der Fabrik auf. In Herzberge wurde ihr eine klimakterische Psychose diagnostiziert. Sie wurde am 16. Juli 1943 in die Wittenauer Heilstätten verlegt. Dort werden in ihrer Krankenakte eine permanente Arbeitsablehnung und mehrfach geäußerte Fluchtabsichten festgehalten. Zusätzlich zu ihrer psychischen Situation werden in der Akte als weitere Symptome optische und akustische Halluzinationen beschrieben. Am 14. September 1943 wurde sie zur Verlegung in die Heil- und Pflegeanstalt Obrawalde vorgeschlagen. Dennoch wurde auf Betreiben der Angehörigen ein einwöchiger Urlaub im Dezember 1943 bewilligt. Die Eindrücke der Luftangriffe auf Berlin verschlimmerten jedoch ihren Zustand, bereits am 8. Dezember 1943 wurde sie nach Obrawalde gebracht. Am 23. März 1944 wurde Martha Becker in der Heil- und Pflegeanstalt Obrawalde mit einer Medikamentenüberdosis vergiftet. | 52.624444 13.29     |
|      | Bertha Scheibner      | Roswithastraße 16                              | 5. Mai 2003   | Bertha Scheibner wurde am 27. Mai 1896 in Brostau im Landkreis Glogau geboren. Ihren eigenen Angaben nach wurde sie vorehelich geboren, ihr leiblicher Vater sei Apotheker gewesen. Ihre Mutter sei schwermütig gewesen, aber nicht behandelt worden. Die Köchin sei schon 1915 im Alter von 44 Jahren an einem Herz- und Gehirnschlag gestorben. Im selben Jahr zeigte Bertha Scheibner das erste Mal akute Symptome einer Schizophrenie. Nach acht Wochen nahmen die Symptome wieder ab, obwohl sie in dieser Zeit nicht behandelt worden war. 1919 heiratete Bertha Scheibner den acht Jahre älteren Friseur Karl, den Bruder ihres Stiefvaters. Erst kurz vor der Hochzeit erfuhr sie, dass ihr Stiefvater nicht ihr leiblicher Vater war. 1921 wurde ihr einziger Sohn Günther geboren. Bei ihrer erneuten Erkrankung im Oktober 1927 wurde sie in eine private Nervenheilanstalt in Zepernick eingewiesen, dort diagnostizierte man „Spaltungsirresein“ (Schizophrenie). Nach einer Fehlgeburt wurde Bertha Scheibner im Juli 1929 in der Heil- und Pflegeanstalt Herzberge aufgenommen, von wo aus sie im April 1930 in die Heilanstalten in Berlin-Buch verlegt wurde. Im Mai 1930 wurde sie entlassen. Ihre Ehe wurde 1934 geschieden, der Sohn lebte danach beim Vater und bestand das Abitur. Auf Veranlassung des Krankenhauses Weißensee wurde Bertha Scheibner im Februar 1935 wieder in den Anstalten in Buch aufgenommen. Am 19. September 1935 wurde sie zwangssterilisiert und danach entlassen. Im Mai 1936 wurde sie wiederum in der Klinik Herzberge aufgenommen und verbrachte dort die Zeit bis Oktober 1938. Zur Pflege blieb sie nach ihrer Entlassung zunächst ein Jahr bei ihrer Tante, von 1939 an arbeitete sie für vier Jahre in einem Rüstungsbetrieb. Am 15. Dezember 1943 wurde Bertha Scheibner in die Wittenauer Heilstätten aufgenommen, weil ein Nachbar sie nur unvollständig angekleidet umherirren sah und sie wirr geredet habe. Während ihres Aufenthalts in der Klinik führte sie ständig Selbstgespräche und wurde häufiger laut, so dass sie mindestens drei Mal isoliert wurde. Am 11. Februar 1944 wurde sie in die Heil- und Pflegeanstalt Obrawalde verlegt, nur sechs Tage später wird ihr Tod aufgrund einer „Entkräftung“ notiert. Die Begleitumstände lassen jedoch darauf schließen, dass dieser Eintrag gefälscht wurde und sie tatsächlich mit einer Medikamentenüberdosis vergiftet wurde. | 52.623333 13.3075   |
|      | Johanna Seiffert      | Heidenheimer Straße 7                          | 5. Mai 2003   | Johanna Seiffert wurde am 23. September 1908 in Berlin geboren. Ihre Familie lebte in Hermsdorf in der damaligen Steinmetzstraße 7. Ihr Vater Paul Seiffert war zunächst Oberpostschaffner, nach seiner Pensionierung wegen Neurasthenie war er als Buchhalter tätig. Zusammen mit seiner Frau Anna hatte er neben Johanna vier weitere Kinder. Die beiden Söhne waren älter als Johanna Seiffert, ihre beiden Schwestern jünger. Johanna besuchte das Lyzeum und erzielte – bis auf das letzte Jahr – gute Leistungen. Sie litt damals unter ihrer auffallend kleinen Statur (sie wurde selbst als Erwachsene nur 140 Zentimeter groß), fühlte sich beobachtet und glaubte, man würde sich über sie lustig machen. Nach einem einjährigen Aufenthalt in einer Försterei hatte sich ihre Stimmung gebessert, so dass die Handelsschule besuchte und von 1926 bis 1928 als Stenotypistin tätig war. Sie hatte in dieser Zeit häufige Stimmungsschwankungen und war leicht reizbar, letztendlich wurde sie 1928 wegen hochgradiger Nervosität auf eine Kur geschickt. Diese musste sie jedoch nach kurzer Zeit abbrechen, weil ihre Zimmergenossin es nicht mit ihr aushielt. Sie verhielt sich weiter misstrauisch gegenüber ihrer Familie und ihren Bekannten und kündigte auch einen Suizid an. Am 21. September 1929 wurde sie mit der Diagnose „Schizophrenie“ für eine Woche in die Nervenklinik der Charité aufgenommen. Bis zu ihrer Entlassung hatte sich ihr Gesundheitszustand nicht gebessert, dennoch nahm sie wieder eine Stelle an. Neben den bisherigen Symptomen bekam Johanna Seiffert seit dieser Zeit auch häufiger Wutanfälle, weshalb sie am 27. November 1934 in die Wittenauer Heilstätten eingewiesen wurde. Dort besserte sich ihr Zustand nicht, sie schimpfte ohne ersichtlichen Grund und war aggressiv gegenüber ihren Mitpatienten. Am 7. April 1936 wurde sie im Krankenhaus Spandau auf Antrag des Direktors der Heilstätten zwangssterilisiert und danach als „geheilt“ zu ihren Eltern entlassen. Dort lebte sie knapp zwei Jahre, bevor ihre Eltern sie am 3. Juni 1938 erneut in die Wittenauer Heilstätten aufnehmen ließen. Sie war immer wieder von zu Hause fortgelaufen und hatte Firmen belästigt. Am 11. Juli 1938 wurde Johanna Seiffert in einer Pflegeeinrichtung in Glienicke untergebracht. Von dort wurde sie am 14. November 1941 zurück in die Heilstätten geholt, weil sie das Essen verweigerte und aggressiv gegenüber Mitpatienten war. In den Heilstätten besserte sich ihr Zustand wieder, sie war wieder zeitlich und örtlich orientiert und nicht mehr so pflegebedürftig. Sie wurde am 22. Juli 1942 in die Heil- und Pflegeanstalt Obrawalde verlegt. Dort wird festgehalten, dass sie zunehmend kataton wurde und Essen verweigerte. Für den 10. Januar 1943 wird ihr Tod aufgrund „Entkräftung“ vermerkt, es ist jedoch davon auszugehen, dass dieser Eintrag zur Täuschung der Angehörigen gefälscht wurde und sie tatsächlich mit einer Medikamentenüberdosis vergiftet wurde. | 52.615 13.307778    |
|      | Marie Thiele          | Klosterheider Weg 1                            | 5. Mai 2003   | Marie Thiele wurde am 4. Dezember 1896 in Berlin als Tochter eines Kaufmanns geboren. Nach der Schule war sie als Verkäuferin tätig und heiratete 1914 den Ingenieur Siegfried Thiele. Ihr Sohn wurde 1915 geboren. Ihre erste stationäre psychiatrische Behandlung hatte Marie Thiele 1938 nach einigen Monaten, in denen sie unruhig und depressiv war, weil sie sich um ihren Sohn, der als Hauptfeldwebel in Österreich diente, sorgte. Im April 1939 wurde sie in München verwirrt aufgegriffen, als sie, von einer plötzlichen „Wanderlust“ befallen, zu ihrem Sohn reisen wollte. Sie verbrachte daraufhin vier Wochen in der Nervenklinik der Charité, danach lebte sie zunächst zu Hause. Am 2. September 1939 wurde sie für zwei Wochen in die Heilanstalten in Berlin-Buch eingewiesen. Danach blieb sie längere Zeit wieder zu Hause in Hermsdorf, bevor sie am 14. Februar 1941 polizeilich in die Wittenauer Heilstätten eingeliefert wurde. Hier wurde sie mit Hausarbeit beschäftigt, musste aber wegen ihres renitenten Verhaltens auch isoliert werden. Obwohl sich ihr Zustand nicht gebessert hatte, wurde sie im Juni 1942 nach Hause entlassen. Erneut wurde sie in die Wittenauer Heilstätten am 10. Dezember 1942 polizeilich eingewiesen. Nur fünf Tage später wurde sie zur Verlegung in die Heil- und Pflegeanstalt Obrawalde vorgeschlagen, wo sie am 29. Dezember 1942 ankam. Die wenigen Einträge in ihre Krankenakte aus Obrawalde beschreiben Marie Thiele als unruhig und gereizt. Für den 24. März 1944 ist ihr Tod vermerkt, als Ursache ist eine akute Nierenentzündung angegeben, es ist jedoch davon auszugehen, dass dieser Eintrag zur Täuschung der Angehörigen gefälscht wurde und sie tatsächlich mit einer Medikamentenüberdosis vergiftet wurde. | 52.618056 13.296111 |
|      | Elly Wangenheim       | Berliner Straße 20                             | 12. Dez. 2007 | Elly Wangenheim wurde am 20. März 1893 in Berlin geboren. Das Haus in der Berliner Straße 20, in dem sie mit ihren Eltern Emma und Theodor Wangenheim und ihren drei Geschwistern lebte, hatten ihre Großeltern bereits 1860 erbaut. Von 1904 bis Ostern 1909 besuchte Elly Wangenheim die Höhere Mädchenschule in der heutigen Olafstraße in Hermsdorf, nachdem sie die Volksschule abgeschlossen hatte. Zusammen mit ihrer jüngeren Schwester Lotte übernahm sie die Schusterei ihres Vaters, die sich im Wohnhaus der Familie befand. Diesen Betrieb mussten die beiden später aufgeben, Elly Wangenheim musste stattdessen Zwangsarbeit bei Osram leisten. Beide Schwestern wurden im Rahmen der Fabrikaktion Ende Februar 1943 in Sammellager gebracht, Elly Wangenheim wurde am 1. März 1943 mit dem 31. Osttransport nach Auschwitz deportiert, wo sie als verschollen gilt. | 52.615833 13.3175   |
|      | Erich Wangenheim      | Berliner Straße 20                             | 12. Dez. 2007 | Erich Wangenheim wurde am 1. Oktober 1887 in Berlin als erstes Kind von Emma und Theodor Wangenheim geboren. Ihm folgten seine drei Schwestern Betty (* 5. Mai 1890), Elly (* 20. März 1893) und Lotte (* 24. April 1895). Erich machte eine Ausbildung zum Drogisten und besaß später die Paul-Lustig-Drogerie am Bayerischen Platz in Schöneberg. Erich Wangenheim hatte in Berlin am 16. April 1913 die evangelisch getaufte Luise Auguste Wilhelmine Both (geboren am 23. Dezember 1883 in Christiankehmen Kreis Darkehmen) geheiratet, der Zeitpunkt der Scheidung bzw. ihres Todes ist nicht bekannt. Seine zweite Ehe schloss er mit Martha Meilich, die nach den Nürnberger Rassegesetzen auch nicht als Jüdin galt. Martha hatte bereits seit 1929 in der Drogerie gearbeitet, bevor sie 1934 Mitinhaberin wurde und sich zwischen ihr und Erich Wangenheim eine private Beziehung ergab. In den Jahren 1935 bis 1936 wurde das Ehepaar wiederholt verhört und auch schikaniert, bevor sie zum 2. November 1939 ihr Geschäft als Folge der Arisierung abgeben mussten. Das Ehepaar plante zwar eine Auswanderung, Erich Wangenheim hatte jedoch mittlerweile starke gesundheitliche Probleme: Neben seiner Schilddrüsenstörung war er mittlerweile auch stark zuckerkrank und daher pflegebedürftig, was eine Auswanderung nicht möglich machte. Erich Wangenheim wurde im Mai 1942 von der Gestapo verhaftet und ins KZ Sachsenhausen deportiert. Dort starb er am 7. Juli 1942, auf dem Todesschein ist als Todesursache „Herz- und Kreislaufschwäche als Folge der Ruhr“ angegeben. Seine Frau lebte danach allein und heiratete – auch nach Kriegsende – nicht mehr. Sie starb am 10. September 1984. | 52.615833 13.3176   |
|      | Lotte Wangenheim      | Berliner Straße 20                             | 12. Dez. 2007 | [ 34 ] [ 35 ] | 52.615833 13.3174   |